# Thomas Summersgill
Thomas Summersgill (Leeds, 1872 - 1951) va ser un ciclista anglès que es dedicà al ciclisme en pista. Competint com amateur, va guanyar dues medalles, una d'elles d'or, als Campionats del món de Velocitat.

## Palmarès
- 1899
  -  Campió de Món amateur en velocitat individual